# Supercell (gruppo musicale)
I Supercell sono un gruppo musicale giapponese composto da 11 membri, guidato dal compositore ryo, formatosi nel 2007 come gruppo di musica dōjin. Sono conosciuti soprattutto per le loro canzoni inserite negli anime.

## Storia
I Supercell hanno iniziato con l'utilizzo del sintetizzatore Vocaloid con la voce di Hatsune Miku componendo canzoni presentate al Nico Nico Douga video sharing website. La popolarità delle canzoni ha portato il gruppo a presentare un album proprio, intitolato Supercell, al Comiket 74 nell'agosto del 2008.
I Supercell fecero il loro maggior debutto con l'uscita ufficiale del loro album Supercell nel marzo del 2009, aggiornato con più brani ed un DVD.
Il gruppo pubblicò il suo primo singolo, Kimi no Shiranai Monogatari, nell'agosto del 2009 con la voce di Nagi Yanagi, anche lei una cantante conosciuta soprattutto per la sua carica nel Nico Nico Douga sotto il nome di Gazelle.
Kimi no Shiranai Monogatari è stato il primo brano del gruppo composto senza l'utilizzo del sintetizzatore vocale Hatsune Miku ed è stato usato come sigla finale per l'anime del 2009 Bakemonogatari.
Il gruppo ha pubblicato altri 3 singoli nel 2010 e il loro secondo album Today Is a Beautiful Day nel marzo 2011.